# Психотомиметизам
Лек са психотомиметичким (такође познат као психогено) деловањем опонаша симптоме психозе, укључујући заблуде и/или делиријум, за разлику од само халуцинација. Психотомимеза је појава психотичних симптома након примене таквог лека. Неки ретко коришћени лекови из класе опиоида имају психотомиметичке ефекте. Конкретно, опиоидни аналгетици са антагонистом му рецептора агониста капа рецептора могу изазвати психотомимезу зависну од дозе. Овај нежељени ефекат, инциденција 1-2%, ограничава њихову употребу. Пентазоцин и буторфанол спадају у ову класу опиоида.
Постоје докази да су канабиноиди психотомиметички, посебно делта-9-тетрахидроканабинол (Δ9-ТХЦ). Д'Соуза и др. (2004) су открили да интравенски ТХЦ производи ефекте који личе на схизофренију и у позитивним симптомима (халуцинације, делузије, параноја и неорганизовано размишљање) и негативним симптомима (аволиција, асоцијалност, апатија, алогија и анхедонија). Одређени сојеви канабиса могу бити психотомиметичнији од других, вероватно због дејства канабидиола (ЦБД), који инхибира метаболичку конверзију ТХЦ-а у П450 3А11 у 11-хидрокси-ТХЦ, који је четири пута више психоактиван.

## Списак психотомиметичких лекова
Супстанце које могу изазвати психотомиметичке ефекте укључују:
- Алкохол (хронична / прекомерна употреба)
- Амантадин
- Амфетамин
- Амилоне
- Атропин
- Бензтропин
- бензидамин
- Бензилпиперазин
- бромокриптин
- Бупропион
- Буторфанол
- Катинон
- кокаин
- Циклазоцин
- Десоксипипрадрол
- диметилтриптамин (ДМТ)
- дифенхидрамин (ДПХ)
- доксиламин
- Ефавиренз
- Енадолин
- Ефедрин
- Ергин
- Етилон
- Ибогаин
- Инхаланти
- кетамин
- Кетазоцин
- Леворфанол
- диетиламид лизергинске киселине (ЛСД)
- Меперидин
- Мефедрон
- Мескалин
- Метамфетамин
- Меткатинон
- Меторфан
- метоксетамин (МКСЕ)
- метилендиоксиамфетамин (МДА)
- метилендиоксиметамфетамин (МДМА)
- метилендиокси-Н-етиламфетамин (МДЕА)
- метилендиоксипировалерон (МДПВ)
- Метилон
- Метилфенидат
- Монтелукаст
- Миристицин
- Н-етилпентилон
- Пентазоцин
- фенциклидин (ПЦП)
- Прамипексол
- Пролинтан
- Пролинтанон
- Пропилхекседрин
- Псилоцибин
- Пировалерон
- кинуклидинил бензилат (КНБ)
- Ротиготин
- Салвинорин А
- Скополамин
- Синтетички канабиноиди
- тетрахидроканабинол (ТХЦ)
- Трамадол
- Золпидем
- Зопиклон